# Місема-Кальдера
Місема-Кальдера (англ. Misema Caldera) — кальдера супервулкана, який був активним 2704—2707 млн років тому. Простягається в провінціях Онтаріо і Квебек, Канада і має в діаметрі 40-80 км.
Місема-Кальдера є одним з найбільших і найстаріших вулканів Землі і порівняна з кальдерою супервулкана Тоба , Індонезія.